# 항우의 십팔제후왕

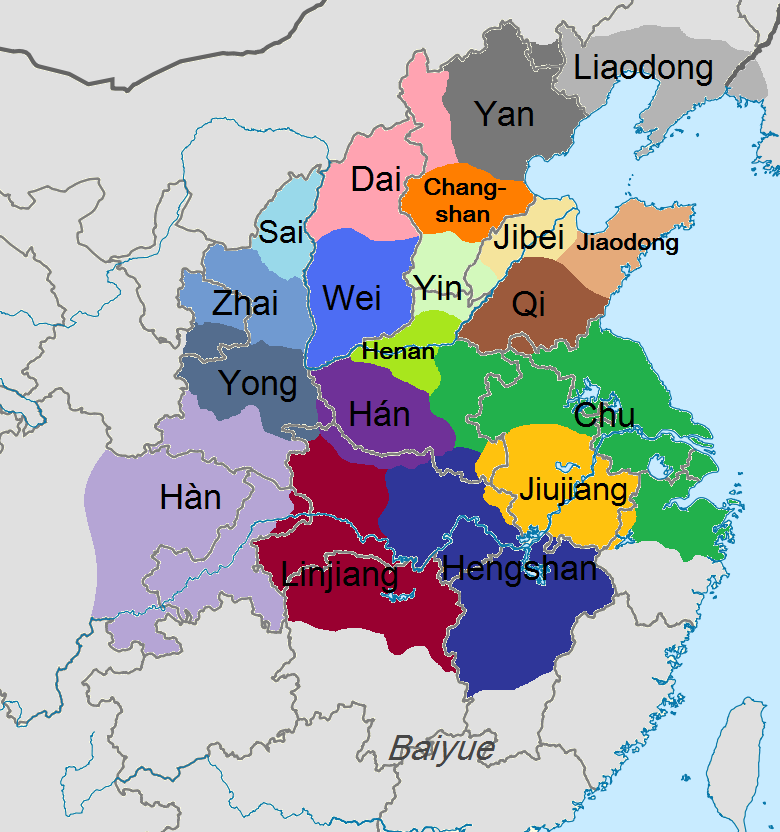

항우의 십팔제후왕(項羽 ── 十八諸侯王, Eighteen Kingdoms)은 기원전 206년 진나라가 망하고 항우가 분봉한 열여덟 제후왕을 말한다. 그 상세한 목록은 다음과 같다.
| 국명       | 국왕   | 수도        | 지역                                                         |
| ---------- | ------ | ----------- | ------------------------------------------------------------ |
| 서초(西楚) | 항우   | 팽성        | 강소성, 안휘성 북부, 절강성 북부, 하남성 동남부              |
| 한(漢)     | 유방   | 남정 → 약양 | 촉군, 파군, 한중군 (사천성, 중경, 섬서성 남부)               |
| 옹(雍)     | 장한   | 폐구        | 북지군, 농서군, 내사 서부(우부풍) (섬서성 중부, 감숙성 동부) |
| 새(塞)     | 사마흔 | 약양        | 내사 동부(경조윤, 좌풍익) (섬서성 북동부)                    |
| 적(翟)     | 동예   | 고노        | 상군 (섬서성 북부)                                           |
| 형산(衡山) | 오예   | 주성        | 형산군 (호북성 동부, 강서성)                                 |
| 한(韓)     | 한성   | 양책        | 영천군 (하남성 서남부)                                       |
| 대(代)     | 조헐   |             | 대군, 태원군 (산서성 북부, 하북성 서남부)                    |
| 하남(河南) | 신양   | 낙양        | 삼천군 (하남성 서북부)                                       |
| 항산(恒山) | 장이   | 양국        | 하북성 중부                                                  |
| 은(殷)     | 사마앙 | 조가        | 하내군 (하남성 북부, 하북성 남부)                            |
| 서위(西魏) | 위표   | 평양        | 하동군, 상당군 (산서성 남부)                                 |
| 구강(九江) | 영포   | 육          | 구강군, 여강군 (안휘성 중부 및 남부, 강서성)                 |
| 임강(臨江) | 공오   | 강릉        | 남군, 검중군, 장사군 (호북성 서부, 호남성 북부)              |
| 연(燕)     | 장도   | 계성        | 상곡군, 어양군, 광양군 (하북성 북부, 북경, 천진)             |
| 요동(遼東) | 한광   |             | 우북평군, 요서군, 요동군 (하북성 동부, 요녕성 남부)          |
| 제(齊)     | 전도   | 임치        | 임치군, 낭야군 (산동성 서부 및 중부)                         |
| 교동(膠東) | 전시   | 즉묵        | 교동군 (산동성 동부)                                         |
| 제북(濟北) | 전안   | 박양        | 제북군 (산동성 북부)                                         |

## 문제점
모든 제후왕을 통제하기 어려운 항우는 일부러 분열을 조장하는 방향으로 분봉한다. 그러나 항우도 통제할 수 없을 정도로 큰 분열이 나타났고 결국 분봉 몇개월만에 그 결과 옛 제나라의 즉각적인 반응을 시작으로 반란이 일어났다.
항우의 분봉의 주요 문제점들과 그결과 분열되는 과정들을 정리해보면 다음과 같다.
- 초나라 지역 -
  - 항우는 초회왕 미심과 심각한 갈등이 있었는데 이미 과거에도 항우의 학살로 갈등을 빚다가 거록대전 직전에는 초회왕이 임명한 사령관 송의도 살해하고, 함양에 입성한 뒤에는 초회왕의 지시도 무시하고 자기 멋대로 제후왕들을 임명해 갈등은 극에 달한다. 거기에 항우는 초희왕이 다스리던 수도 팽성을 차지하기 초의제라는 명목상 직책을 내린 뒤 벽오지였던 침성으로 사실상 추방시켜 버렸고(팽성은 항우의 서초국의 수도로 사용한다) 그 직후 항우는 영포, 오예, 공오에게 지시를 내려 추방당한 초의제를 침성에서 살해한다. 그리고 항우의 의제살해는 항우세력에게는 항량이 초의제를 통해 확보한 내부결속의 상실을 항우 적대세력에게는 천자살해라는 명분을 주게 된다.
  - 항우의 부하중 영포와 오예만 제후왕에 임명되었는데 항우의 부하들은 영지를 받지못한것에 큰 불만을 품게된다. 거기에 항우의 의제 살해까지 겹치면서 항우의 부하들의 불신은 매우 극심해졌다. 특히 초의제 살해에 직접 참여했던 영포와 오예의 불신이 깊어져 구강왕 영포의 경우 항우가 전영, 유방등과 싸울때도 소극적으로 대처했고 팽성대전 직후에는 유방의 회유에 넘어가 항우에게 반란을 일으켰고, 형산왕 오예도 영포의 반란으로 영포의 가족들이 연좌되어 죽을 때 영포에게 시집보낸 오예의 딸도 죽었고 오예 자신도 항우에게 형산왕 영지를 박탈당하자 영포를 따라 유방에게 귀순해버린다.
- 진나라 지역 (=관중 지역)
  - 진나라가 전국시대에 다스리던 관중지역은 전 중국에서 가장 경제력이 발달한 지역으로 진나라가 전국을 통일할 수 있는 원동력이 된 지역이다. 이때문에 후대의 여러 군벌들은 물론 당시 유방과 심지어 항우 본인까지도 노리던 지역이었는데 유방과 내분을 벌이고 암살까지 시도하면서 노리던 관중지역을 갑자기 항우는 너무나 쉽게 포기하고 팽성으로 가버린다. 당연히 항우의 참모들은 관중의 중요성을 설득하면서 항우가 관중을 차지할 것을 권유했지만 항우는 고향땅에 가서 자랑해야한다는 시시한 이유를 들며(여기서 유명해진 고사성어가 금의환양, 초인목후이관이다) 초의제를 추방하고 살해하는 무리수까지 둬가며 서초지역으로 돌아가버린다. 여기에는 항우가 저질렀던 신안과 함양 등 관중에서 저지른 학살과 함양에서 저지른 약탈과 도굴 진왕 영자영의 처형 등으로 관중주민들의 반감을 사 관중지역을 통제할 수 없었을거라는 추측도 있다.
  - 패공 유방은 가장 먼저 진나라 본토에 들어가 수도 함양을 점령하고 3세황제 영자영의 항복을 받았다. 따라서 유방이 실질적으로 옛 진나라 지역을 다스릴 제후왕으로 적합한 인물이었고 명분적으로도 초회왕이 과거에 함양을 점령하면 관중의 왕으로 임명한다고 했으며 초희왕은 항우가 분봉할 때도 유방을 관중의 왕으로 임명하라고 지시했었다. 그러나 항우는 자신의 숙적인 유방이 관중이라는 거대한 세력을 가지는 것을 껄끄럽게 여겼으며 항우는 유방을 견재하기 위해 갖은 방법을 동원한다. 우선 초희왕의 지시를 무시하고 유방의 봉지로 관중에서 극히 일부지역 거기에 최악의 격오지로 손꼽혀 정치범 흉악범들을 유배보내던 파촉지역을 봉지로 내려준 뒤 거록대전 이후 항복했던 진나라의 항장인 장한, 사마흔, 동예를 각각 옹왕, 새왕, 적왕으로 임명하고 이 삼진의 왕들에게 유방을 감시 견재하도록 지시한다. 거기에 더불어 유방의 10만 군대를 해산시켜 3만명만 대리고 갈 수 있게 하는 등 항우는 유방을 견재하려고 노력한다. 그러나 항우는 여기서 치명적인 실수를 저지르는데 우선 자기 숙부이지 유방의 사돈이었던 항백의 설득에 파촉에서 관중으로 넘어가는 관문인 한중땅을 넘겨주었고 거기에 관중 주민들은 진나라에 학살등 악행을 저지른 항우와 삼진의 왕들을 매우 싫어했으며 무엇보다 삼진의 왕들은 부하들이 전부 신안대학살에서 죽어 관중과 유방을 통제할 군대자체가 없었다. 결국 함양에서 해산하고 영지로 들어간지 4달만에 한왕 유방은 한중에서 다시나와서 관중을 공격했고 삼진의 왕들은 속수무책으로 패배하다가 새왕 사마흔과 적왕 동예는 유방에게 항복한다. 옹왕 장한은 수도 패구에 들어가서 농성하지만 관중의 주민들은 항우가 신안과 함양 등지에서 저지른 학살과 약탈 도굴에 항우와 삼진왕들을 증오하고 있었고 반대로 유방은 관중에서 보여준 온건한 태도와 영자영에 대한 관용, 진나라 악법의 폐지 등으로 관중주민들의 민심을 샀으며 특히 항우에게 저항한다는 점에서 적극적으로 지지하는 상황이었다. 그 결과 장한이 관중 중심부에서 1년 넘게 농성하고 팽성대전으로 유방이 크게 밀리는 상황에서도 관중은 큰 동요없이 유방을 지지하며 한나라 군대를 지원한다.
- 제나라 지역 - (작성중)
- 조나라 지역 -
- 위나라 지역 - 원래 위나라는 진승오광의 난 시기에 전국시대 위나라의 왕족이던 형 위구가 위나라를 재건했고  사망하자 위구의 동생 위표가 그 뒤를 이어 위나라의 왕이된 상황이었다. 그리고 위표도 항우의 군대에 참여해 공을 세웠으나 항우는 분봉과정에서 위나라의 양나라땅을 자신의 서초에 합병시키고 남은 위나라 땅마저 반으로 나눠 사마앙에게 줘서 은나라 왕으로 임명한 뒤 위표에게는 서위 지역만 넘겨준다. 이에 위표는 크게 불만을 가졌는지 1년뒤 위표는 한왕 유방이 항우를 공격하기 위해 동진할 때 싸우지도 않고 바로 항복하여 유방 편에 투항해버린다.
- 연나라 지역
- 한나라 지역 - 항우는 한나라왕 한성을 한나라 왕으로 임명했지만 영지로 부임시키지 않고 사실상 억류해버린다. 그렇게 끌려다니던 한성은 얼마지나지 않아 항우가 팽성에서 왕작위를 빼앗고 살해해 버렸고 그 뒤 한나라의 왕위는 한나라랑 아무런 연관이 없던 부하장수 정창을 임명한다 이런 조치에 살해한 한성의 조카였던 (한)신을 포함한 장량 등 한나라 세력들은 완전히 유방측으로 돌아서버린다.

또 천자 의제와 한왕 한성이 항우에게 죽임을 당했다. 한편 그와 동시에 유방이 파촉에서 나와 삼진을 공략함으로써 초한전쟁의 막이 오른다.

## 같이 보기
- 제후